# نمایشگر تابش‌دهنده الکترون رسانایی سطحی

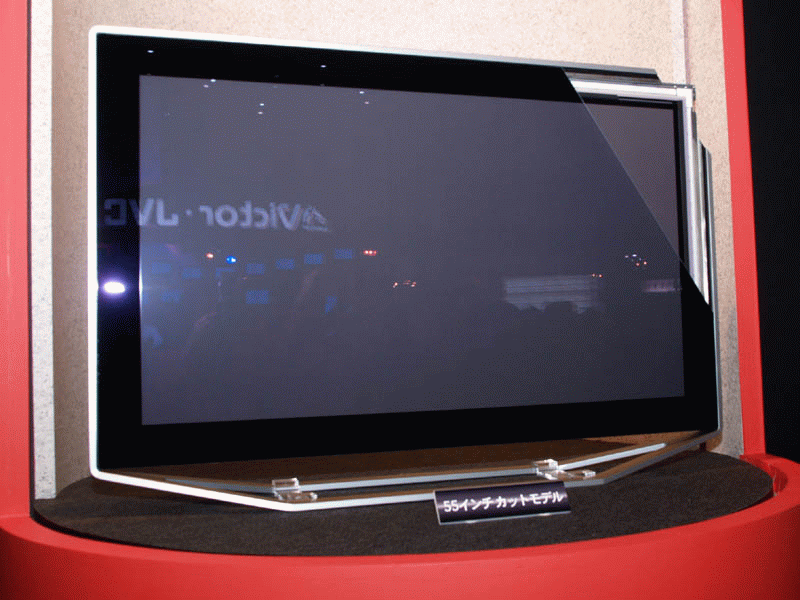
نمونه اولیه ۳۶ اینچی SED کانن که در نمایشگاه CES 2006 نشان داده شد

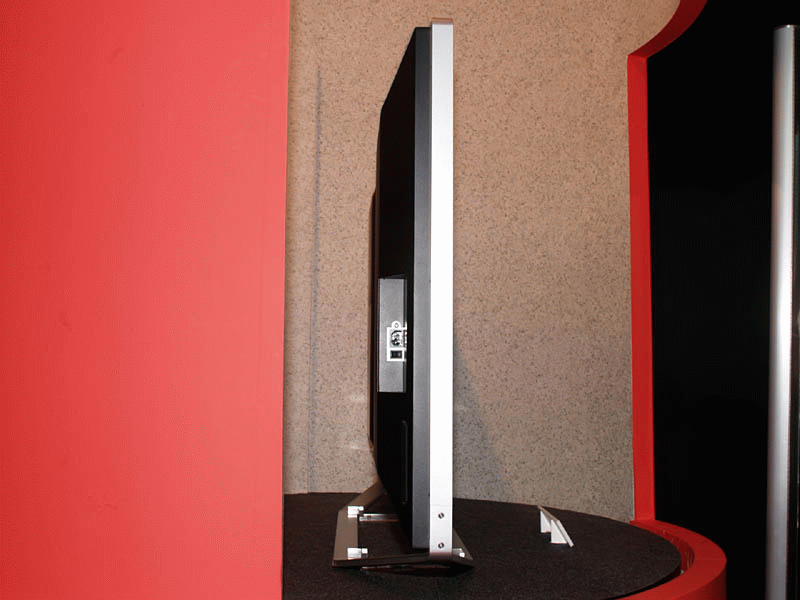
نمای دیگری از همان صفحه نمایش که در آن زمان یک قاب نازک را نشان می‌دهد.

صفحه نمایش تابشگر الکترون رسانای سطحی (به انگلیسی: Surface-conduction electron-emitter display) که به اختصار اس‌ئی‌دی (SED) نامیده می‌شود، یک فناوری نمایشگر برای نمایشگرهای صفحه تخت است که توسط تعدادی از شرکت‌ها توسعه پیدا کرده‌است. SEDها از تابشگرهای الکترونی در مقیاس نانوسکوپی برای انرژی دادن به فسفر‌های رنگی و تولید تصویر استفاده می‌کنند. در یک مفهوم کلی، یک SED از ماتریسی از لوله‌های پرتوی کاتدی کوچک تشکیل شده‌است که هر «لوله» یک زیرپیکسل منفرد را روی صفحه تشکیل می‌دهد که در سه گروه برای تشکیل پیکسل‌های قرمز-سبز-آبی (RGB) گروه‌بندی می‌شود. SEDها مزایای CRT‌ها، یعنی نسبت کنتراست بالا، زاویه دید وسیع و زمان پاسخ دهی بسیار سریع را با مزایای بسته‌بندی LCD و سایر نمایشگرهای صفحه تخت ترکیب می‌کنند. آن‌ها همچنین انرژی بسیار کمتری نسبت به تلویزیون‌های LCD با همان اندازه مصرف می‌کنند.
پس از زمان و تلاش بسیار در اوایل و اواسط دهه ۲۰۰۰، تلاش‌های SED در سال ۲۰۰۹ به پایان رسید زیرا LCD به فناوری غالب تبدیل شد. کانن در آگوست ۲۰۱۰، اعلام کرد که تلاش مشترک خود را برای توسعه تجاری SED متوقف می‌کند، که این اعلام توقف نشان دهنده پایان تلاش‌های توسعه است. SEDها ارتباط نزدیکی با یکی دیگر از فناوری‌های نمایشگر در حال توسعه، نمایشگر گسیل میدانی یا FED دارند که بیشتر در جزئیات تابشگرهای الکترون متفاوت است. سونی، حامی اصلی FED، نیز از تلاش‌های توسعه خود عقب‌نشینی کرده‌است.

## شرح
یک لوله پرتو کاتدی معمولی (CRT) توسط یک تفنگ الکترونی، به‌طور کلی یک لوله خلاء با انتهای باز، تغذیه می‌شود. در یک انتهای تفنگ، الکترون‌ها با جوشاندن آن‌ها از یک رشته فلزی تولید می‌شوند که به جریان‌های نسبتاً بالایی نیاز دارند و بخش زیادی از توان CRT را مصرف می‌کنند. سپس الکترون‌ها شتاب می‌گیرند و در یک پرتو متحرک سریع متمرکز می‌شوند و به سمت جلو به سمت صفحه جریان می‌یابند. الکترومغناطیس‌هایی که انتهای تفنگ لوله را احاطه کرده‌اند برای هدایت پرتو در حین حرکت به سمت جلو استفاده می‌شوند و به پرتو اجازه می‌دهند تا در سراسر صفحه اسکن شود تا یک نمایشگر دو بعدی تولید شود. هنگامی که الکترون‌های با حرکت سریع با فسفر به پشت صفحه برخورد می‌کنند، نور تولید می‌شود. تصاویر رنگی با رنگ آمیزی روی صفحه نمایش با لکه‌ها یا راه راه‌هایی از سه فسفر رنگی، یکی برای قرمز، سبز و آبی (RGB) تولید می‌شود. هنگامی که از فاصله دور مشاهده می‌شود، نقاطی که به عنوان «پیکسل‌های فرعی» شناخته می‌شوند، در چشم با هم ترکیب می‌شوند و یک عنصر تصویری به نام پیکسل را تولید می‌کنند.
SED تک تفنگ یک CRT معمولی را با شبکه ای از منتشرکننده‌های نانوسکوپی، یکی برای هر زیرپیکسل نمایشگر، جایگزین می‌کند. دستگاه امیتر از یک شکاف نازک تشکیل شده‌است که الکترون‌ها در هنگام تغذیه با گرادیان‌های ولتاژ بالا از آن می‌پرند. با توجه به اندازه نانوسکوپی شکاف‌ها، میدان مورد نیاز می‌تواند با پتانسیلی در حد ده‌ها ولت مطابقت داشته باشد. تعداد کمی (حدود ۳ درصد) از الکترون‌ها، با مواد شکافی در سمت دور برخورد می‌کنند و به بیرون از سطح امیتر پراکنده می‌شوند. میدان دوم که به صورت خارجی اعمال می‌شود، این الکترون‌های پراکنده را به سمت صفحه شتاب می‌دهد. تولید این میدان به پتانسیل کیلوولت نیاز دارد، اما یک میدان ثابت است که نیازی به سوئیچینگ ندارد، بنابراین وسایل الکترونیکی که آن را تولید می‌کنند بسیار ساده هستند.
هر ساطع کننده در پشت یک نقطه فسفر رنگی قرار می‌گیرد و الکترون‌های شتاب دار به نقطه برخورد می‌کنند و باعث تابش نوری مشابه یک CRT معمولی می‌شوند. چون هر نقطه روی صفحه توسط یک فرستنده روشن می‌شود، درنتیجه نیازی به هدایت یا هدایت پرتو مانند یک CRT وجود ندارد. اثر تونل‌زنی کوانتومی که الکترون‌ها را در سراسر شکاف‌ها ساطع می‌کند، بسیار غیرخطی است و فرایند انتشار تمایل به روشن یا خاموش شدن به‌طور کامل را دارد. این امکان انتخاب امیترهای خاص را با روشن کردن یک ردیف افقی روی صفحه نمایش و سپس برق رسانی به تمام ستون‌های عمودی مورد نیاز به‌طور همزمان فراهم می‌کند و در نتیجه امیترهای انتخاب شده را تغذیه می‌کند. نیمی از توان دریافتی توسط بقیه قطره چکان‌های روی ردیف بسیار کم است، حتی زمانی که با نشت ولتاژ از قطره چکان‌های فعال کنار آنها ترکیب شود. این اجازه می‌دهد تا نمایشگرهای SED بدون ماتریس فعال از ترانزیستورهای لایه نازک که LCD و نمایشگرهای مشابه برای انتخاب دقیق هر پیکسل فرعی به آن نیاز دارند، کار کنند و پیچیدگی آرایه امیتر را بیشتر کاهش می‌دهد. با این حال، این به معنای ایناست که نمی‌توان از تغییرات ولتاژ برای کنترل روشنایی پیکسل‌های حاصل استفاده کرد. در عوض، ساطع کننده‌ها به سرعت با استفاده از مدولاسیون عرض پالس به سرعت روشن و خاموش می‌شوند، به طوری که روشنایی کل یک نقطه را در هر زمان مشخص می‌توان کنترل کرد.
صفحه نمایش SED از دو ورقه شیشه ای تشکیل شده‌است. این دو ورق شیشه ای با فاصله چند میلی‌متری از هم جدا شده‌اند، لایه پشتی از قطره چکان‌ها و قسمت جلویی فسفر را پشتیبانی می‌کند. جلو به راحتی با استفاده از روش‌های مشابه سیستم‌های CRT موجود آماده می‌شود. فسفرها با استفاده از انواع سیلک‌اسکرین یا فناوریهای مشابه روی صفحه رنگ می‌شوند و سپس توسط یک لایه نازک آلومینیومی پوشانده می‌شوند تا صفحه نمایش به‌طور مشهودی مات شود و یک مسیر برگشت الکتریکی برای الکترون‌ها بعد از برخورد با صفحه نمایش فراهم شود. در SED، این لایه همچنین به عنوان الکترود جلویی عمل می‌کند که الکترون‌ها را به سمت صفحه شتاب می‌دهد، که در یک ولتاژ بالا ثابت نسبت به شبکه سوئیچینگ نگه داشته می‌شود. همان‌طور که در مورد CRTهای مدرن وجود دارد، قبل از رنگ آمیزی فسفر روی شیشه، یک ماسک تیره روی شیشه اعمال می‌شود تا رنگ خاکستری زغالی تیره به صفحه نمایش داده شود و نسبت کنتراست بهبود یابد.
ایجاد لایه پشتی با امیترها یک فرایند چند مرحله ای است. ابتدا یک ماتریس از سیم‌های نقره ای روی صفحه چاپ می‌شود تا ردیف‌ها یا ستون‌ها را تشکیل دهد، یک عایق اضافه می‌شود و سپس ستون‌ها یا ردیف‌ها در بالای آن قرار می‌گیرند. الکترودها به این آرایه اضافه می‌شوند که معمولاً از پلاتین استفاده می‌کنند و فاصله ای حدود ۶۰ میکرومتر بین ستون‌ها باقی می‌گذارند. سپس، پدهای مربعی از اکسید پالادیوم (PdO)با ضخامت تنها ۲۰ نانومتر در شکاف بین الکترودها قرار می‌گیرند و برای تأمین برق به آنها متصل می‌شوند. یک شکاف کوچک در وسط پد با ضربان دادن مکرر جریان‌های بالا از طریق آنها بریده می‌شود. فرسایش حاصل باعث ایجاد شکاف می‌شود. شکاف در پد، امیتر را تشکیل می‌دهد. عرض شکاف باید به شدت کنترل شود تا به درستی کار کند، و کنترل این در عمل دشوار است.
SEDهای مدرن مرحله دیگری را اضافه می‌کنند که تولید را بسیار آسان می‌کند. پدها با شکاف بسیار بزرگ‌تری بین آنها قرار می‌گیرند، به اندازه ۵۰ نانومتر، که به آنها اجازه می‌دهد مستقیماً با استفاده از فناوری اقتباس شده از چاپگرهای جوهرافشان اضافه شوند. سپس کل صفحه در یک گاز آلی قرار می‌گیرد و پالس‌های الکتریسیته از طریق پدها ارسال می‌شود. کربن موجود در گاز به لبه‌های شکاف در مربع‌های PdO کشیده می‌شود و لایه‌های نازکی را تشکیل می‌دهد که به صورت عمودی از بالای شکاف‌ها امتداد می‌یابند و با زاویه کمی به سمت یکدیگر رشد می‌کنند. این فرایند خود محدود کننده است. اگر شکاف خیلی کوچک شود، پالس‌ها کربن را فرسایش می‌دهند، بنابراین می‌توان عرض شکاف را کنترل کرد تا یک شکاف به نسبت ثابت ۵ نانومتری بین آن‌ها ایجاد شود.
از آنجایی که بخاطر فشار اتمسفر اطراف، صفحه نمایش برای کار کردن باید در خلاء نگه داشته شود، نیروی داخلی زیادی روی سطوح شیشه ای وارد می‌شود. از طرفی قطره چکان‌ها که در ستون‌های عمودی قرار می‌گیرند، فضایی بین هر ستون هست که در آن فسفر وجود ندارد، معمولاً بالای خطوط برق ستون. SEDها از این فضا برای قرار دادن ورقه‌ها یا میله‌های نازک در بالای هادی‌ها استفاده می‌کنند که دو سطح شیشه را از هم دور نگه می‌دارد. یک سری از اینها که برای تقویت صفحه نمایش در تمام سطح آن استفاده می‌شود منجر به کاهش استحکام مورد نیاز خود شیشه می‌شود. CRT جایی برای تقویت‌کننده‌های مشابه ندارد، بنابراین شیشهٔ صفحه جلویی باید به اندازه‌ای ضخیم باشد که تمام فشار را تحمل کند. درنتیجه SEDها بسیار نازک‌تر و سبک‌تر از CRTها هستند.
SEDها می‌توانند نسبت کنتراست ۱۰۰۰۰۰:۱ داشته باشند.

## مقایسه
فناوری اصلی تلویزیون با صفحه نمایش بزرگ که در دهه ۲۰۰۰ به کار گرفته شد، تلویزیون‌های نمایشگر کریستال مایع است. SEDها در همان بخش بازار هدف قرار می‌گیرند.
LCDها به‌طور مستقیم نور تولید نمی‌کنند و باید با استفاده از لامپ‌های فلورسنت کاتد سرد (CCFL) یا LEDهای پرقدرت نور پس زمینه داشته باشند. نور ابتدا از یک پلاریزه عبور می‌کند که نیمی از نور را قطع می‌کند. سپس از لایه LCD عبور می‌کند، که به‌طور انتخابی خروجی را برای هر زیر پیکسل کاهش می‌دهد. در جلوی شاترهای LCD، فیلترهای رنگی کوچکی وجود دارد که برای هر زیرپیکسل RGB یکی است. از آنجایی که فیلترهای رنگی تمام نور سفید را به جز یک نوار باریک قطع می‌کنند، مقدار نوری که به بیننده می‌رسد همیشه کمتر از ۱/۳ چیزی است که از پلاریزه کننده باقی مانده‌است. از آنجایی که وسعت رنگ با کاهش انتخابی خروجی برای رنگ‌های خاص تولید می‌شود، در عمل نور بسیار کمتری به‌طور متوسط حدود ۸ تا ۱۰ درصد، به نمای ظاهر می‌شود. علی‌رغم استفاده از منابع نور بسیار کارآمد، ال سی دی نسبت به CRT با همان اندازه، انرژی بیشتری مصرف می‌کند.
شاترهای LCD از یک مایع محصور شده تشکیل شده‌اند که قطبش خود را در پاسخ به میدان الکتریکی اعمال شده تغییر می‌دهد. پاسخ کمابیش خطی است، بنابراین حتی مقدار کمی از قدرت نشتی که به شاترهای اطراف می‌رسد باعث تار شدن تصویر می‌شود. برای خنثی کردن این اثر و بهبود سرعت سوئیچینگ، LCDها از آدرس دهی ماتریس فعال ترانزیستورهای لایه نازک شفاف برای تعویض مستقیم هر شاتر استفاده می‌کنند. این به پیچیدگی صفحه نمایش LCD می‌افزاید و ساخت آنها را دشوارتر می‌کند. شاترها بی نقص نیستند و اجازه می‌دهند نور از طریق آن نشت کند، که روشنایی نسبی و طیف رنگ را کاهش می‌دهد. علاوه بر این، استفاده از یک پلاریزه برای ایجاد شاتر، زوایای دید را در جایی که تجربه نسبت کنتراست غیرقابل تشخیص بصری ممکن است داشته باشید، محدود می‌کند. مهمتر از همه، فرایند تعویض مقداری زمان می‌برد، در حد میلی ثانیه، که موجب تار شدن صحنه‌های متحرک سریع می‌شود. سرمایه‌گذاری هنگفت در فرایند تولید ال سی دی بیشتر این مسائل را برطرف کرده‌است، اما هیچ راه حلی که مبتنی بر LCD است قادر به غلبه بر همه مسائل فوق‌الذکر نیست.
SED به‌طور مستقیم در سطح جلویی خود نور تولید می‌کند. صحنه‌ها فقط روی پیکسل‌هایی روشن می‌شوند که به آن نیاز دارند و فقط به میزان روشنایی که نیاز دارند. علی‌رغم اینکه فرایند تولید نور نسبت به CCFL یا LED کارایی کمتری دارد، بازده کلی برق یک SED حدود ده برابر بهتر از یک LCD با همان اندازه است. SEDها همچنین از نظر کلی پیچیدگی کمتری دارند – آنها فاقد لایه ماتریس فعال، بخش نور پس زمینه، فیلترهای رنگی و تجهیزات الکترونیکی راننده هستند که برای معایب مختلف در فرایند شاتر ال سی دی تنظیم می‌شود. با وجود داشتن دو لایه شیشه ای به جای یک لایه در یک LCD معمولی، این کاهش پیچیدگی کلی باعث می‌شود SEDها از نظر وزن و اندازه مشابه LCDها باشند.
نمونه اولیه ۵۵ اینچی کانن SED تصاویر روشن 450 cd/m 2، نسبت کنتراست ۵۰۰۰۰:۱ و زمان پاسخگویی کمتر از ۱ میلی ثانیه را ارائه می‌دهد. کانن اعلام کرده‌است که نسخه‌های تولیدی زمان پاسخ دهی را به ۰٫۲ میلی ثانیه و نسبت کنتراست ۱۰۰۰۰۰:۱افزایش می‌دهند. SEDها را می‌توان از زوایای بسیار گسترده و بدون هیچ تأثیری بر کیفیت تصویر مشاهده کرد. در مقایسه، تلویزیون‌های LCD مدرن مانند Sony KDL-52W4100 ادعا می‌کند که نسبت کنتراست ۳۰۰۰۰:۱ را ارائه می‌دهند، اما این از اندازه‌گیری «کنتراست پویا» استفاده می‌کند و «نسبت کنتراست روی صفحه» ۳۰۰۰:۱ واقع گرایانه تر است. نسبت کنتراست تلویزیون‌های LCD به‌طور گسترده‌ای به این روش افزایش می‌یابد. همین مجموعه ادعا می‌کند که زاویه دید ۱۷۸ درجه را ارائه می‌دهد، اما زوایای دید مفید بسیار باریک‌تر است و فراتر از آن، هم محدوده رنگ و هم نسبت کنتراست تغییر می‌کند. سونی زمان پاسخگویی آن‌ها را نقل نمی‌کند، اما ۴ میلی ثانیه برای مجموعه‌های بزرگ‌تر رایج است، اگرچه این یک اندازه‌گیری پویا است که فقط برای انتقال‌های خاص کار می‌کند.
SEDها بسیار نزدیک به نمایشگر انتشار میدان (FED) هستند و فقط در جزئیات امیتر متفاوت هستند. FEDها از نقاط کوچک حاوی صدها نانولوله کربنی استفاده می‌کنند که نوک‌های تیز آنها وقتی در یک میدان الکتریکی قوی قرار می‌گیرند، الکترون می‌دهند. FEDها از فرسایش قطره چکان‌ها رنج می‌برند و برای کار کردن به خلاء بسیار بالایی نیاز دارند. به همین دلیل، ناظران صنعت به‌طور کلی بیان می‌کنند که SED طراحی کاربردی تری است. FEDها یک مزیت دارند که SED ارائه نمی‌دهد. از آنجایی که هر زیرپیکسل صدها امیتر دارد، امیترهای «مرده» را می‌توان با اعمال قدرت کمی بیشتر به امیترهای فعال تصحیح کرد. در تئوری، این می‌تواند بازده را افزایش دهد زیرا احتمال اینکه یک پیکسل کاملاً مرده باشد بسیار کم است و احتمال اینکه صفحه نمایش تعداد پیکسل‌های مرده زیادی داشته باشد بسیار کاهش می‌یابد.سونی یک FED 26 اینچی با قدرت ۱۲ وات نشان داده‌است که یک صحنه روشن را نشان می‌دهد، SEDها باید حتی قدرت کمتری داشته باشند. در طول معرفی صفحه تخت، چندین فناوری دیگر برای پذیرش بازار با LCD و PDP رقابت می‌کردند. از جمله SED, FED و سیستم دیود ساطع نور آلی که از LEDهای قابل چاپ استفاده می‌کند. همه اینها مزایای استفاده از انرژی کم، نسبت کنتراست عالی و طیف رنگی، زمان پاسخگویی سریع و زوایای قابل مشاهده گسترده را دارند. همه آنها همچنین مشکل مشترکی داشتند. افزایش تولید برای تولید صفحه نمایش‌های بزرگ. نمونه‌هایی از سیستم‌های با اندازه محدود، معمولاً ۱۳ اینچ برای چندین سال نشان داده شده‌اند و برای فروش محدود در دسترس هستند، اما تولید در مقیاس وسیع روی هیچ‌یک از این جایگزین‌ها آغاز نشده‌است.

## تاریخ
کانن تحقیقات SED را در سال ۱۹۸۶ آغاز کرد. تحقیقات اولیه آنها از الکترودهای PdO بدون لایه‌های کربنی در بالا استفاده کرد، اما کنترل عرض شکاف دشوار بود. در آن زمان تعدادی از فناوری‌های صفحه تخت در مراحل اولیه توسعه وجود داشت، و تنها فناوری نزدیک به تجاری سازی، پنل صفحه نمایش پلاسما (PDP) بود که دارای معایب متعددی ازجمله هزینه ساخت و مصرف انرژی در میان آن‌ها، بود. ال سی دی‌ها به دلیل بازده کم و ساخت پیچیده برای اندازه‌های بزرگتر مناسب نیستند.
در سال ۲۰۰۴ کانن قراردادی را با توشیبا برای ایجاد یک سرمایه‌گذاری مشترک برای ادامه توسعه فناوری SED امضا کرد و "SED Ltd" را تشکیل داد. توشیبا فناوری جدیدی را برای الگوبرداری از رساناهای زیر انتشار دهنده‌ها با استفاده از فناوری‌های اقتباس شده از چاپگرهای جوهر افشان معرفی کرد. در آن زمان هر دو شرکت ادعا کردند که قرار است تولید در سال ۲۰۰۵ آغاز شود. هر دو کانن و توشیبا در سال ۲۰۰۶ نمونه اولیه واحدهای خود را در نمایشگاه‌های تجاری به نمایش گذاشتند که شامل واحدهای ۵۵ و ۳۶ اینچی از Canon و یک واحد ۴۲ اینچی از توشیبا بود.. آنها به‌طور گسترده‌ای در مطبوعات به دلیل کیفیت تصویرشان مورد تحسین قرار گرفتند و گفتند که این "چیزی است که برای باور کردن باید دید[d]."
با این حال، در این مرحله، تاریخ معرفی SED Canon چندین بار کاهش یافته بود. اولین بار ادعا شد که در سال ۱۹۹۹ به تولید خواهد رسید. این امر پس از توافق مشترک به سال ۲۰۰۵ و سپس پس از اولین نمایش در نمایشگاه CES و سایر نمایشگاه‌ها در سال ۲۰۰۷ به عقب افتاد.
در اکتبر ۲۰۰۶، رئیس توشیبا اعلام کرد که این شرکت قصد دارد تولید کامل تلویزیون‌های ۵۵ اینچی SED را در ژوئیه ۲۰۰۷ در مرکز تولید حجمی SED خود در هیمهجی، آغاز کند.
در دسامبر ۲۰۰۶، آتسوتوشی نیشیدا، رئیس و مدیر اجرایی توشیبا، گفت که توشیبا در مسیر تولید انبوه تلویزیون‌های SED با همکاری کانن تا سال ۲۰۰۸ است. او گفت که این شرکت قصد دارد تولید با خروجی کوچک را در پاییز ۲۰۰۷ آغاز کند، اما آنها انتظار ندارند نمایشگرهای SED به یک کالا تبدیل شوند و به دلیل قیمت بالای مورد انتظار آن، این فناوری را به بازار مصرف عرضه نخواهند کرد. فقط برای برنامه‌های پخش حرفه ای ذخیره کنند.
همچنین، در دسامبر ۲۰۰۶ فاش شد که یکی از دلایل تأخیر شکایتی بود که توسط Applied Nanotech علیه کانن مطرح شد. در ۲۵ مه ۲۰۰۷، کانن اعلام کرد که دادخواهی طولانی مدت راه اندازی تلویزیون‌های SED را به تعویق می‌اندازد و تاریخ راه اندازی جدید در زمانی در آینده اعلام خواهد شد.
Applied Nanotech، یکی از شرکت‌های تابعه Nano-Proprietary، دارای تعدادی پتنت مربوط به تولید FED و SED است. آنها مجوز دائمی فناوری پوشش مورد استفاده در ساختار امیتر مبتنی بر کربن جدیدتر خود را به کانن فروخته بودند. Applied Nanotech ادعا کرد که توافق کانن با توشیبا به منزله انتقال غیرقانونی فناوری است و باید توافق جداگانه‌ای حاصل شود. آنها اولین بار در آوریل ۲۰۰۵ به این مشکل نزدیک شدند.
کانن با اقدامات متعددی به این شکایت پاسخ داد. آن‌ها در ۱۲ ژانویه ۲۰۰۷ اعلام کردند که تمام سهام توشیبا را در SED Inc. به منظور از بین بردن دخالت توشیبا در این سرمایه‌گذاری خواهند خرید. آنها همچنین شروع به کار مجدد با ثبت اختراع RE40,062 خود کردند تا هر یک از فناوری‌های کاربردی نانوتک را از سیستم خود حذف کنند. پتنت اصلاح شده در ۱۲ فوریه ۲۰۰۸ صادر شد.
در ۲۲ فوریه ۲۰۰۷، دادگاه منطقه ای ایالات متحده برای ناحیه غربی تگزاس، منطقه ای که به‌طور گسترده به دلیل توافق با دارندگان حق ثبت اختراع در پرونده‌های مالکیت معنوی شناخته شده‌است، در یک قضاوت خلاصه حکم داد که کانن با تشکیل یک سرمایه‌گذاری تلویزیونی مشترک با توشیبا، توافق خود را نقض کرده‌است. با این حال، در ۲ مه ۲۰۰۷، هیئت منصفه حکم داد که هیچ خسارت اضافی بیش از هزینه ۵٫۵ میلیون دلاری برای قرارداد اصلی مجوز وجود ندارد.
در ۲۵ ژوئیه ۲۰۰۸، دادگاه تجدیدنظر ایالات متحده برای حوزه پنجم تصمیم دادگاه بدوی را لغو کرد و مقرر کرد که مجوز غیر انحصاری «غیرقابل فسخ و دائمی» کانن همچنان قابل اجرا باشد و SED شرکت فرعی بازسازی شده کانن را پوشش دهد. در ۲ دسامبر ۲۰۰۸، Applied Nanotech شکایت خود را رد کرد و اظهار داشت که ادامه دادخواهی «احتمالاً تلاشی بیهوده خواهد بود».
علی‌رغم موفقیت قانونی، کانن در همان زمان اعلام کرد که بحران مالی سال ۲۰۰۸ معرفی مجموعه‌ها را به دور از قطعیت می‌رساند و تا آنجا پیش می‌رود که می‌گوید در آن زمان محصول را روانه بازار نمی‌کنند «زیرا مردم به آن‌ها می‌خندند.".
کانن همچنین یک فرایند توسعه OLED در حال انجام داشت که در میانه شکایت شروع شد. در سال ۲۰۰۷ آنها قرارداد مشترکی را برای تشکیل "Hitachi Displays Ltd." اعلام کردند که ماتسوشیتا و کانن هر کدام ۲۴٫۹ درصد از زیرمجموعه فعلی هیتاچی را در اختیار گرفتند. کانن بعداً اعلام کرد که Tokki Corp، سازنده تجهیزات ساخت OLED را خریداری می‌کند.
در آوریل ۲۰۰۹ در خلال NAB 2009، از پیتر پوتمن نقل شده‌است که «بیش از یک بار از من در مورد شانس بازگشت SED کانن پرسیده شد، چیزی که پس از شکست مجوز فناوری نانو روی آن شرط بندی نمی‌کردم. با این حال، منبعی در کانن در نمایشگاه به من گفت که SED هنوز به عنوان یک فناوری مانیتور حرفه ای زنده است. در واقع، یک مهندس کانن SED از ژاپن بی سر و صدا در مرکز همایش لاس وگاس دور می‌زد تا از رقابت خارج شود.»
کانن به‌طور رسمی در ۲۵ می ۲۰۱۰ پایان توسعه تلویزیون‌های SED را برای بازار مصرف خانگی اعلام کرد، اما نشان داد که توسعه آنها برای کاربردهای تجاری مانند تجهیزات پزشکی ادامه خواهد یافت. در ۱۸ آگوست ۲۰۱۰، کانن تصمیم گرفت که SED Inc. , یک شرکت تابعه تلفیقی از Canon Inc. را که در حال توسعه فناوری SED بود، منحل کند، با اشاره به مشکلاتی که برای تضمین سودآوری مناسب وجود داشت و به‌طور مؤثر به امید روزی برای دیدن تلویزیون‌های SED در خانه یا اتاق یا اتاق نشیمن پایان داد.

### کتابشناسی - فهرست کتب
- ریچارد فینک، "نگاهی دقیق تر به فناوری‌های SED, FED", EE Times-Asia، ۱۶–۳۱ اوت، ۲۰۰۷، صفحات ۱–۴
- پیتر پوتمن، "ایستاده در سایه ها"، HDTVexpert، ۸ مارس ۲۰۰۶

## ثبت اختراعات
- ثبت اختراع ایالات متحده RE40,062، «دستگاه نمایشگر با دستگاه ساطع الکترون با ناحیه ساطع الکترون»، سیشیرو یوشیکا و همکاران/Canon Kabushiki Kaisha، ثبت شده در ۲ ژوئن ۲۰۰۰، مجدداً در ۱۲ فوریه ۲۰۰۸ منتشر شد.